# Arrondissement de Torcy
L'arrondissement de Torcy est une division administrative française située à l'est de Paris dans le département de Seine-et-Marne en région Île-de-France.

## Historique
L'arrondissement de Noisiel a été créé par le décret du 26 février 1993 pour répondre à l'accroissement de la population dans cette zone très urbanisée de Seine-et-Marne qui fait partie de l'agglomération parisienne. Cet arrondissement est le plus dense, le plus peuplé du département et avec Chelles qui est la deuxième ville la plus importante du département.
Avant 1993, les habitants de l'arrondissement devaient s'adresser à la préfecture de Melun ou à la sous-préfecture de Meaux dont ils dépendaient.
Initialement implantée à Noisiel, le chef-lieu de l'arrondissement a été déplacé à Torcy par le décret du 28 avril 1994.
Cependant, la sous-préfecture n'a ouvert ses portes au public que le 2 janvier 2006, avant d'être officiellement inaugurée le 11 juillet 2006.
Le 1er janvier 2020, les communes d'Esbly, Montry et Saint-Germain-sur-Morin, de l'arrondissement de Meaux, se trouvent rattachées à l'arrondissement de Torcy.

## Composition

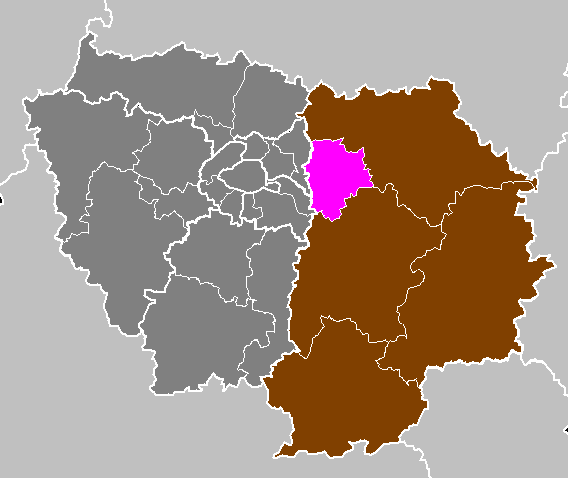
Localisation de l'arrondissement depuis 2015.

### Découpage cantonal depuis 2015
Liste des 10 cantons de l'arrondissement de Torcy à la suite du redécoupage cantonal de 2014 en France :
- canton de Champs-sur-Marne ;
- canton de Chelles ;
- canton de Claye-Souilly (en partie) ;
- canton de Lagny-sur-Marne ;
- canton d'Ozoir-la-Ferrière (en partie) ;
- canton de Pontault-Combault ;
- canton de Serris (en partie) ;
- canton de Torcy ;
- canton de Villeparisis.
- canton de Combs-la-Ville (en partie)

Bien que l'arrondissement soit le plus petit de Seine-et-Marne, il est néanmoins le plus peuplé avec environ 386 000 habitants, notamment avec la ville de Chelles, la deuxième plus importante du département.

### Découpage communal depuis 2015
Depuis 2015, le nombre de communes des arrondissements varie chaque année soit du fait du redécoupage cantonal de 2014 qui a conduit à l'ajustement de périmètres de certains arrondissements, soit à la suite de la création de communes nouvelles. Le nombre de communes de l'arrondissement de Torcy passe de 43 en 2015 à 50 en 2020.
Au 1er janvier 2024, l'arrondissement groupe les 50 communes suivantes :
1. Bailly-Romainvilliers
2. Brie-Comte-Robert
3. Brou-sur-Chantereine
4. Bussy-Saint-Georges
5. Bussy-Saint-Martin
6. Carnetin
7. Chalifert
8. Champs-sur-Marne
9. Chanteloup-en-Brie
10. Chelles
11. Chessy
12. Chevry-Cossigny
13. Collégien
14. Conches-sur-Gondoire
15. Coupvray
16. Courtry
17. Croissy-Beaubourg
18. Dampmart
19. Émerainville
20. Esbly
21. Férolles-Attilly
22. Ferrières-en-Brie
23. Gouvernes
24. Gretz-Armainvilliers
25. Guermantes
26. Jablines
27. Jossigny
28. Lagny-sur-Marne
29. Lesches
30. Lésigny
31. Lognes
32. Magny-le-Hongre
33. Montévrain
34. Montry
35. Noisiel
36. Ozoir-la-Ferrière
37. Pomponne
38. Pontault-Combault
39. Pontcarré
40. Roissy-en-Brie
41. Saint-Germain-sur-Morin
42. Saint-Thibault-des-Vignes
43. Serris
44. Servon
45. Thorigny-sur-Marne
46. Torcy
47. Tournan-en-Brie
48. Vaires-sur-Marne
49. Villeneuve-le-Comte
50. Villeneuve-Saint-Denis

## Démographie
En 2022, l'arrondissement comptait 468 887 habitants.
| 1968    | 1975    | 1982    | 1990    | 1999    | 2006    | 2011    | 2016    | 2021    |
| ------- | ------- | ------- | ------- | ------- | ------- | ------- | ------- | ------- |
| 128 152 | 172 524 | 231 654 | 302 207 | 343 583 | 378 585 | 407 309 | 429 339 | 462 852 |

| 2022    | - | - | - | - | - | - | - | - |
| ------- | - | - | - | - | - | - | - | - |
| 468 887 | - | - | - | - | - | - | - | - |

## Administration

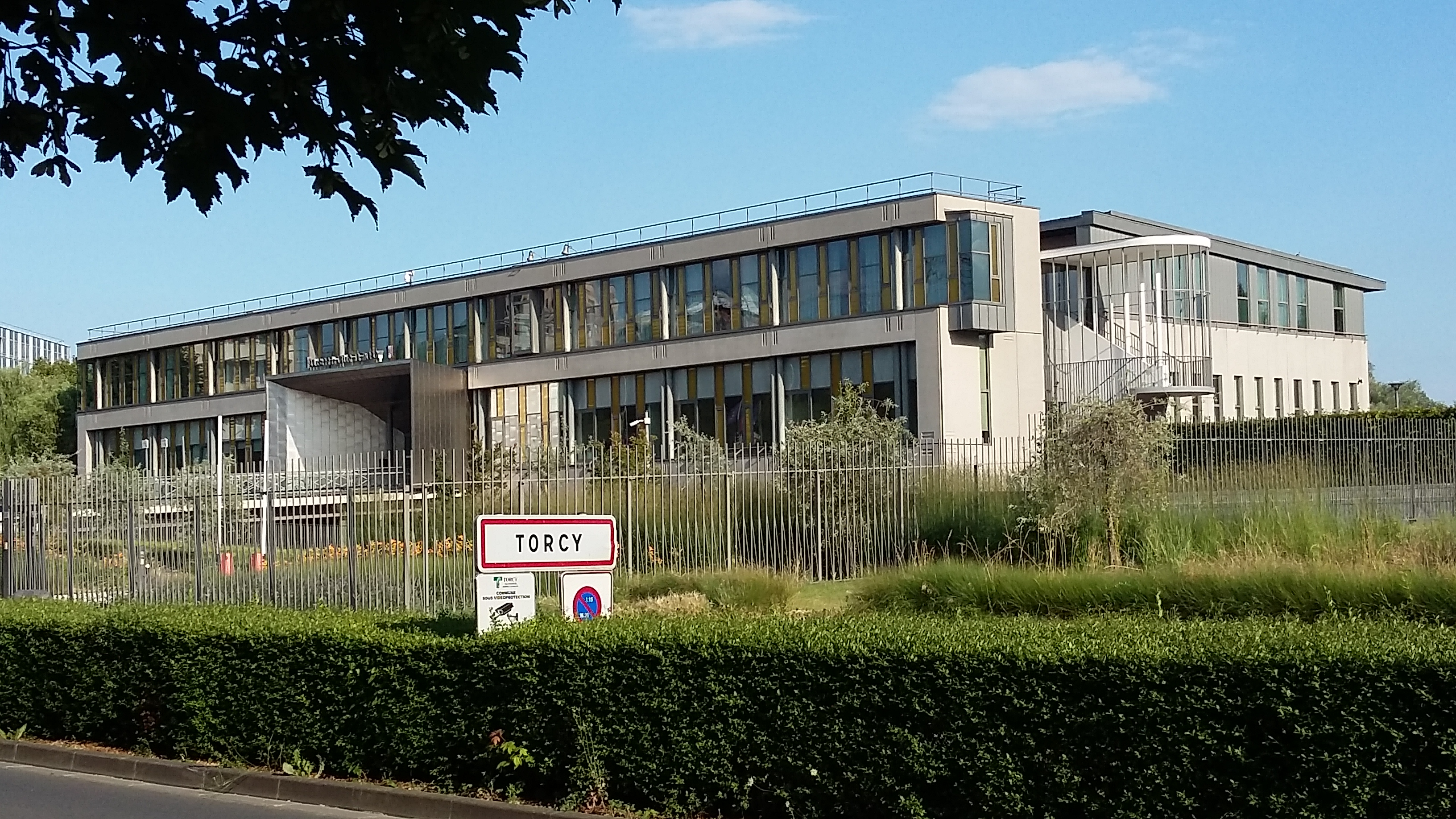
Sous-préfecture

Le sous-préfet de l'arrondissement est Gérard Branly,  depuis février 2015.

### Liste des sous-préfets
| Période         | Période         | Identité          | Fonction précédente | Observation                                                      |
| --------------- | --------------- | ----------------- | ------------------- | ---------------------------------------------------------------- |
| 10 octobre 2005 | 9 juin 2010     | Michel Jeanjean   |                     | Nommé préfet, administrateur supérieur des îles Wallis-et-Futuna |
| 16 juin 2010    | 12 février 2015 | Frédéric Mac Kain |                     | Nommé secrétaire général de la préfecture des Alpes-Maritimes    |
| 13 février 2015 | En cours        | Gérard Branly     |                     |                                                                  |